# 도빌 미국 영화제
도빌 미국 영화제(프랑스어: Festival du cinéma américain de Deauville, 영어: Deauville American Film Festival)는 프랑스의 영화제로, 1975년부터 매년 프랑스 도빌에서 개최되고 있다. 영화제 이름 그대로 미국 영화를 소개하는 축제이다. 비경쟁 영화제이지만 1995년부터 장편영화에, 1998년에는 단편영화에 상을 수여하고 있다.

## 시상 부문

### 대상
1995년부터 2007년까지는 "도빌 특별 대상"(Grand Prix spécial Deauville)이라 불렸다. 1998년과 1999년 상 명칭은 "미국 독립영화 대상"(Grand Prix du cinéma indépendant américain)이었다.
| 연도   | 제목                     | 감독                          |
| ------ | ------------------------ | ----------------------------- |
| 1995년 | 《망각의 삶》            | 톰 디칠로                     |
| 1996년 | 《데이트립퍼스》         | 그렉 모톨라                   |
| 1997년 | 《선데이》               | 조나단 노시터                 |
| 1998년 | 《넥스트 스톱 원더랜드》 | 브래드 앤더슨                 |
| 1999년 | 《존 말코비치 되기》     | 스파이크 존즈                 |
| 2000년 | 《걸파이트》             | 카린 쿠사마                   |
| 2001년 | 《헤드윅》               | 존 캐머런 미첼                |
| 2002년 | 《레이징 빅터 바가스》   | 피터 솔레트                   |
| 2003년 | 《왓 앨리스 파운드》     | A. 딘 벨                      |
| 2004년 | 《기품있는 마리아》      | 조슈아 마스턴                 |
| 2005년 | 《크래쉬》               | 폴 해기스                     |
| 2006년 | 《미스 리틀 선샤인》     | 조너선 데이턴 & 발레리 페리스 |
| 2007년 | 《데드 걸》              | 카렌 몬크리프                 |
| 2008년 | 《비지터》               | 토머스 매카시                 |
| 2009년 | 《메신저》               | 오렌 무버만                   |
| 2010년 | 《마더 앤 차일드》       | 로드리고 가르시아             |
| 2011년 | 《테이크 쉘터》          | 제프 니콜스                   |
| 2012년 | 《비스트》               | 벤 제이틀린                   |
| 2013년 | 《어둠 속에서》          | 켈리 라이처트                 |
| 2014년 | 《위플래쉬》             | 데이미언 셔젤                 |
| 2015년 | 《라스트 홈》            | 라민 바흐러니                 |
| 2016년 | 《리틀 맨》              | 아이라 잭스                   |
| 2017년 | 《로데오 카우보이》      | 클로이 자오                   |

## 같이 보기
- 도빌 아시아 영화제